# Оксид висмута(IV)
Оксид висмута(IV) — бинарное неорганическое соединение металла висмута и кислорода с формулой Bi2O4, жёлто-коричневые кристаллы, не растворимые в воде, образует кристаллогидрат.

## Получение
- Действие азотной кислоты на висмутат натрия:

{\displaystyle {\mathsf {4NaBiO_{3}+4HNO_{3}\ {\xrightarrow {}}\ 2Bi_{2}O_{4}+4NaNO_{3}+2H_{2}O+O_{2}}}}
- Окисление оксида висмута(III) озоном:

{\displaystyle {\mathsf {3Bi_{2}O_{3}+O_{3}\ {\xrightarrow {}}\ 3Bi_{2}O_{4}}}}
- Термическое разложение оксида висмута(V):

{\displaystyle {\mathsf {2Bi_{2}O_{5}\ {\xrightarrow {350^{o}C}}\ 2Bi_{2}O_{4}+O_{2}\uparrow }}}

## Физические свойства
Оксид висмута(IV) жёлто-коричневые кристаллы.
Нерастворим в воде.
Из водных растворов осаждается в виде гидрата Bi2O4•2H2O.

## Химические свойства
- Кристаллогидрат при нагревании теряет воду:

{\displaystyle {\mathsf {Bi_{2}O_{4}\cdot 2H_{2}O\ {\xrightarrow {100-150^{o}C}}\ Bi_{2}O_{4}+2H_{2}O}}}
- При нагревании разлагается:

{\displaystyle {\mathsf {2Bi_{2}O_{4}\ {\xrightarrow {300-325^{o}C}}\ 2Bi_{2}O_{3}+O_{2}\uparrow }}}
- Восстанавливается при нагревании водородом или монооксидом углерода:

{\displaystyle {\mathsf {Bi_{2}O_{4}+2H_{2}\ {\xrightarrow {265^{o}C}}\ 2BiO+2H_{2}O}}}
{\displaystyle {\mathsf {Bi_{2}O_{4}+4H_{2}\ {\xrightarrow {300^{o}C}}\ 2Bi+4H_{2}O}}}
{\displaystyle {\mathsf {Bi_{2}O_{4}+CO\ {\xrightarrow {100-200^{o}C}}\ Bi_{2}O_{3}+CO_{2}}}}
{\displaystyle {\mathsf {Bi_{2}O_{4}+2CO\ {\xrightarrow {250^{o}C}}\ 2BiO+2CO_{2}}}}
- Окисляет соляную кислоту:

{\displaystyle {\mathsf {Bi_{2}O_{4}+8HCl\ {\xrightarrow {-15^{o}C}}\ 2BiCl_{3}+Cl_{2}\uparrow +4H_{2}O}}}